# إيميل سامين
إيميل سامين هو لاعب كرة قدم بلجيكي في مركز نصف الجناح، ولد في 28 أبريل 1997 في بلجيكا. لعب مع K.S.V. Roeselare ‏.

## وصلات خارجية
- إيميل سامين على موقع قاعدة بيانات كرة القدم.إي يو (الإنجليزية)
- إيميل سامين على موقع Soccerway.com (الإنجليزية)